# Più grandi dell'amore
Più grandi dell'amore (titolo francese Plus grands que l'amour, 1985) è un romanzo dello scrittore Dominique Lapierre.

## Trama
In questo romanzo Dominique Lapierre ha raccolto le storie di decine di eroi, famosi o oscuri, che sono stati testimoni della nascita dell'epidemia causata dal virus dell'HIV.
Frutto di una lunga e minuziosa inchiesta, questo libro non intende semplicemente descrivere gli avvenimenti che portarono, tra il 1980 e il 1986, alla scoperta del virus responsabile dell'AIDS e alla creazione del primo farmaco efficace contro la malattia, ma approfondisce soprattutto il lato umano dei protagonisti di quegli eventi.
Lapierre narra contemporaneamente vicende e realtà apparentemente scollegate tra loro (la storia di una giovane indiana, di un monaco libanese, di scienziati, di ricercatori e di medici) che alla fine risultano essere tutte strettamente connesse al dramma AIDS.

### HIV: scoperta del virus e prime terapie

#### I primi sintomi della malattia
L'avventura medica più spettacolare degli ultimi tempi iniziò all'incirca alle nove del mattino di lunedì 6 ottobre 1980 quando, al pronto soccorso dell'ospedale dell'UCLA, si presentò il caso di Ted Peters, trentun anni, indossatore che lavorava per un'agenzia di moda di Westwood (quartiere residenziale a ovest di Los Angeles). Quello che colpì i medici, tra cui Michael Gottlieb,  fu soprattutto il forte deficit dei suoi globuli bianchi, non dipendente da nessuna causa nota, che evidenziava una grave alterazione del sistema immunitario. Nel reparto di malattie infettive dell'ospedale dell'UCLA, Ted Peters divenne ben presto “l'enigma della camera 516”. 
Nel febbraio del 1981 Michael Gottlieb cercò di convincere Arnold Relman, dirigente del “New England Journal of Medicine”, che aveva fra le mani una sindrome nuova e devastante, ma nonostante la convinzione con cui il giovane immunologo sosteneva la sua causa, il male misterioso che stava stroncando già cinque giovani omosessuali californiani non riusciva a suscitare l'interesse del responsabile della prima rivista medica del mondo. Arnold Relman si limitò a consigliare a Michael Gottlieb di comunicare le sue osservazioni al Centro di controllo delle malattie infettive (CDC Centers for Disease Control and Prevention) d'Atlanta. Debitamente controllate dal rappresentante del CDC a Los Angeles, le osservazioni del dottor Michael Gottlieb rappresentavano uno scoop per il modesto bollettino d'Atlanta. Esse furono pubblicate il 5 giugno 1981 con il titolo “Casi di pneumocistosi-Los Angeles”, a pagina 2 del tomo 30, fascicolo 21, un numero che diventerà storico per essere stato il primo al mondo a parlare di AIDS. Il secondo SOS in quella primavera del 1981 arrivò da New York: un primario della facoltà di medicina della New York University, il dottor Alvin E. Friedman-Kien, annunciava un'epidemia di un'altra malattia rarissima, che non assomigliava a quella di Los Angeles, se non per il fatto che colpiva a sua volta giovani omosessuali il cui sistema di difesa immunitaria era stato annientato da una causa inesplicabile. Il 4 luglio 1981, un mese dopo la rivelazione dell'epidemia di polmonite che colpiva gli omosessuali di Los Angeles, un secondo articolo del bollettino di Atlanta, intitolato “Sarcoma di Kaposi e pneumocistosi negli omosessuali maschi – New York e California”, faceva scoppiare un'altra bomba nell'ambiente medico internazionale. La direzione della “Task Force” organizzata dal CDC fu affidata a Jim Curran, che decise di fare un “Case control study” (studio comparativo dei casi) attraverso la creazione di un questionario composto da circa 500 domande da sottoporre ad ogni malato e al maggior numero di omosessuali sani possibile. La loro lista riempiva le 23 pagine del documento il cui nome in codice era “CDC Protocollo 577”. L'avventura della prima grande inchiesta organizzata per ricercare le cause dell'ignoto flagello ebbe inizio il primo ottobre 1981. La cosa che colpì immediatamente esaminando i primi dati fu il constatare fino a che punto i soggetti colpiti fossero stati sessualmente molto più attivi dei soggetti sani, questo portò subito a pensare ad una trasmissione sessuale della malattia. Nonostante la numerosità di agenti infettivi trovati nella grande quantità di campioni biologici prelevati ai malati nessuno di questi poteva essere giudicato responsabile dello scatenarsi dello strano flagello. Non riuscendo a trovarne il colpevole, i medici-detective di Atlanta gli diedero un nome, GRID (Gay Related Immune Deficiency). Molti medici ed infermieri che avevano avuto a che fare con quella malattia preferirono nominarla invece The Wrath of God, la Collera di Dio. Come epidemiologo la prima missione di Jim Curran era di convincere che ci si trovava effettivamente di fronte ad una nuova epidemia i ricercatori di laboratori come quello del campus di Bethesda incaricato di salvaguardare la salute del popolo statunitense. Questo prodigioso complesso disponeva per il 1981 di un bilancio di circa sei miliardi di dollari, vale a dire il quadruplo di quello delle Nazioni Unite. Un quarto di quella miniera d'oro spettava all'organizzazione che monopolizzava la lotta ufficiale contro le malattie con un grande impatto sociale, ma per il momento, nel campus di Bethesda nessuno pensava che fosse il caso di impegnarsi in quella piccola epidemia quando c'erano argomenti di studio urgenti e più importanti come il cancro al seno e quello dei polmoni.

#### La svolta nelle ricerche
Otto settimane dopo il rifiuto dell'establishment di Bethesda, un medico di Denver richiedeva cure per uno dei suoi malati, anche lui colpito da gravissima pneumocistosi, ma che non rientrava in nessuna delle tipologie note di malati. Il nuovo paziente era infatti un pacifico padre di famiglia, da sempre vissuto nello stesso quartiere borghese e mai sottoposto alla minima cura immunodepressiva. L'unico fattore che lo esponeva ad un particolare rischio di contaminazione derivava dalle periodiche trasfusioni di fattori coagulanti a cui doveva sottoporsi per evitare emorragie talvolta fatali. Egli era infatti emofiliaco. Altri tre casi simili sconvolsero completamente i termini della sfida, infatti, oltre ai ventimila emofiliaci, circa tre milioni e mezzo di americani erano sottoposti ogni anno a trasfusioni del sangue. I responsabili del centro di Atlanta decisero di segnare questa nuova attenzione all'epidemia con una diversa denominazione: AIDS (Acquired Immune Deficiency Syndrome).

#### I primi passi verso la scoperta del virus
Solo nell'estate del 1982 Robert Gallo iniziò ad interessarsi marginalmente all'AIDS mettendo a lavorare sul caso solo un membro della sua équipe, Prem S. Sarin che fu, suo malgrado, responsabile dell'insuccesso della ricerca. Verso la metà di novembre, otto settimane dopo l'America, la Francia con Luc Montagnier entrava timidamente in competizione per scoprire l'agente responsabile dell'AIDS. La piccola équipe francese dell'istituto Pasteur era composta da due provetti ricercatori e da due tecnici donne, fra cui Jean-Claude Chermann e Françoise Barré-Sinoussi. Questo gruppo iniziò a lavorare in una stanza del primo piano, una ex lavanderia trasformata in laboratorio sperimentale, sulla cui porta un cartellino indicava “sala Bru”. Questo nome richiamava semplicemente la prima sillaba del cognome dello stilista di moda parigino che aveva fornito all'unità di Luc Montagnier un campione del suo linfonodo infetto nel quale si doveva cercare l'eventuale virus. Lunedì 9 maggio 1983, una giovane francese praticamente sconosciuta nella comunità scientifica internazionale arrivava in uno dei templi mondiali della biologia molecolare, Cold Spring Harbor, per assistere ad un congresso sui retrovirus. Françoise Barré-Sinoussi, che con Luc Montagnier e Jean-Claude Chermann aveva forse scoperto l'agente responsabile dell'AIDS, era lì solo in veste di semplice uditrice. Françoise Barré-Sinoussi, decisa a scuotere l'indifferenza generale, riuscì ad ottenere cinque minuti alla fine della seduta del venerdì per esporre le conclusioni a cui lei e i suoi collaboratori erano giunti. Interessato dalla relazione di Françoise Barré-Sinoussi, Robert Gallo comunicò a Luc Montagnier che nel numero di “Science” del 20 maggio del 1983 avrebbe pubblicato uno studio atto a dimostrare come L'HTLV (primo retrovirus umano scoperto proprio da Robert Gallo) fosse implicato nell'AIDS e proponeva al collega parigino di pubblicare nello stesso numero una relazione sui risultati ottenuti dall'équipe dell'Istituto Pasteur. Dato che infettava essenzialmente i linfociti, l'équipe di Luc Montagnier l'aveva battezzato Human T Lymphotropic Virus, il che dava le stesse iniziali HTLV del retrovirus di Robert Gallo: Human T- cell Leukemia Virus. Lo scienziato si affrettò quindi ad annunciare a tutto il paese che gli stessi francesi consideravano il loro virus come uno stretto parente del suo HTLV, dal momento che gli avevano dato lo stesso nome. Questa provocazione lasciò stupefatta l'équipe del Pasteur, che immediatamente ribattezzò il suo retrovirus Lymphadenopathy Associated Virus. Le tre iniziali LAV potevano anche leggersi come Lymphadenopathy Aids Virus. Poco dopo l'équipe di Montagnier riuscì ad elaborare un test, chiamato Elisa, in grado di stabilire la sieropositività di un individuo, test che poteva subito essere utilizzato per controllare il sangue destinato alle trasfusioni. La fabbricazione e la vendita del test Elisa presentavano un notevole interesse economico. Temendo di vedersi sfuggire un mercato di parecchi milioni di dollari, Robert Gallo si affrettò a screditare l'invenzione dei francesi. Nell'aprile del 1984 l'istituto Pasteur ne richiederà il brevetto alle competenti autorità americane. Qualche tempo dopo gli americani faranno lo stesso per un test analogo messo a punto in base ad un diverso procedimento. Otterranno il brevetto in pochi mesi, mentre i francesi dovranno aspettare ben due anni. Ormai infuriava la guerra fra scienziati francesi e americani. Una mattina dell'aprile 1983, Robert Gallo riunì tutto il personale del suo laboratorio annunciando di aver deciso di coinvolgere tutti i ricercatori del suo gruppo nello studio del nuovo virus. Il 24 aprile 1984 il segretario di stato americano annunciò ufficialmente che il professor Robert Gallo e la sua équipe avevano trovato un nuovo virus, l'HTLV-3, fornendo la prova che si trattava dell'agente dell'AIDS. Sul piano dell'etica scientifica, l'annuncio ufficiale della scoperta era quanto mai discutibile in quanto fu dimostrato che il virus americano e il virus francese erano esattamente identici. La decrittazione del loro codice genetico dimostrava che si trattava di un virus nuovo, senza legami di parentela, come aveva creduto Robert Gallo, con il primo retrovirus umano da lui scoperto. La minuziosa identificazione dei suoi geni permise soprattutto di confermare ciò che tutti aspettavano: l'HTLV-3/LAV era proprio l'agente mortale dell'epidemia. Si apriva ormai un campo di sperimentazione completamente nuovo, infatti, scoprendo ad uno ad uno i segreti dei geni del virus, si sarebbe potuto capire meglio il suo ruolo nella malattia e forse mettere a punto una cura o un vaccino.

#### La sperimentazione del primo farmaco
Un ruolo chiave nella ricerca di un farmaco in grado di debellare la malattia lo ebbe il Research Triangle Park della North Carolina dove si era stabilita la filiale americana della società britannica Burroughs Wellcome Co., uno dei giganti della produzione farmaceutica mondiale. Fin dall'autunno del 1983 Michael Gottlieb che per primo aveva diagnosticato la malattia era andato a sollecitare l'attenzione dei ricercatori del Research Triangle Park sull'AIDS e sulle sue infezioni opportuniste. Il primo giugno 1984 Françoise Barré-Sinoussi esponeva alla prestigiosa industria farmaceutica la scoperta del virus LAV di cui aveva redatto la carta d'identità genetica con i colleghi dell'Istituto Pasteur. Il 3 luglio 1985 la prima dose del primo trattamento dell'AIDS a base di AZT fu somministrata nell'ospedale di Bethesda ad un giovane commerciante di mobili di Boston che si chiamava Joseph Rafuse. La sperimentazione su vasta scala del primo farmaco anti-AIDS fu avviata il 18 febbraio 1986; si trattava di una “ricerca clinica comparativa in doppio cieco”. Essa consisteva nel selezionare diverse centinaia di malati, nel suddividerli in due gruppi omogenei, nel somministrare il farmaco a tutti i membri di un solo gruppo, mentre agli altri veniva dato un prodotto neutro detto placebo. Né i malati né i medici dovevano sapere chi prendesse il farmaco e chi il placebo. L'11 settembre 1986 la sperimentazione clinica ebbe un esito positivo confermando l'efficacia del farmaco. Finalmente tutti i malati poterono beneficiare del primo farmaco anti-AIDS.

## Gli altri protagonisti

### Ananda
Ragazza indiana di tredici anni, il suo nome significava “la Gioia”, ma il soprannome che le era stato dato non evocava nessuna idea di felicità. La chiamavano “il piccolo sciacallo del Gange”. 
Figlia dell'addetto alle cerimonie della cremazione dei cadaveri sui roghi funebri del Gange, Ananda passava le sue giornate a frugare nel limo alla ricerca di resti preziosi mescolati alle ceneri dei defunti. Appartenente alla casta dei Dom, la più bassa e la più impura della gerarchia indù, Ananda era stata costretta a lasciare la famiglia dopo che le era stata diagnosticata la lebbra: alle sue condizioni umili si aggiungeva così una nuova degradazione che la rendeva un essere umano doppiamente impuro. Dopo aver vagabondato e mendicato per un mese Ananda finiva vittima di uno dei commerci profani più attivi e fiorenti di Benares, quello della prostituzione. Come in altri paesi, la leggenda diceva che deflorare una vergine rinvigoriva la virilità e guariva dalle malattie veneree. Scappata dall'inferno del quartiere popolare della prostituzione Ananda trovava rifugio e cure in uno dei centri fondati da Madre Teresa di Calcutta gestito dalle Missionarie della Carità. L'esempio di carità offerto ogni giorno in quel lebbrosario avrebbero finito per cancellare le sue stigmate di paria, permettendole di sentirsi uguale agli altri e di scoprire il cristianesimo. Ananda aveva così intrapreso il noviziato con volontà e coraggio, superando ad una ad una tutte le difficoltà: aveva imparato a parlare, leggere e scrivere in inglese, quanto bastava per poter partecipare pienamente alla vita della comunità, ma soprattutto si era liberata della corazza di disprezzo ed impurità di cui si sentiva irrimediabilmente prigioniera. Anziché prendere il nome di una santa della cristianità, Madre Teresa le aveva suggerito di conservare nella vita religiosa quello che i genitori le avevano dato alla nascita. La figlia del bruciatore di cadaveri si chiamava adesso suor Ananda, sorella Gioia. Terminato il noviziato, l'8 dicembre 1985 Ananda diventava la 2458a suora dell'ordine fondato da Madre Teresa che decise di mandarla a New York a lavorare in un ricovero per malati di AIDS. Durante l'intero processo di conversione ed aiuto ai bisognosi suor Ananda era stata sostenuta spiritualmente da un monaco libanese di nome Philippe Malouf che, rimasto paralizzato, offriva la sua sofferenza attraverso la preghiera affinché ogni giorno ella avesse la forza di compiere la sua opera di misericordia.

### Philippe Malouf
Philippe Malouf era un giovane monaco libanese appartenente alla comunità religiosa dell'abbazia dei Sette Dolori di Latroun, in Israele. Il territorio su cui sorgeva l'abbazia aveva una tradizione di fuoco e di sangue che risaliva alla più remota antichità biblica, e, per questo motivo, i monaci semplicemente arando o dissodando la terra erano riusciti a portare alla luce sarcofagi, ruderi di colonne romane e antiche vestigia. Un giorno Philippe Malouf aveva ricevuto la visita di due giovani archeologi americani, Josef Stein e Sam Blum, che desideravano esaminare la raccolta di selci preistoriche conservate in un ripostiglio adibito a museo. I due americani erano tornati diverse volte all'abbazia per fotografare e fare schizzi dei pezzi più interessanti del piccolo museo. I tre diventarono presto amici e durante la Pasqua del 1981 decisero di visitare una galleria scavata nella roccia per settanta metri che conduceva ad una gigantesca caverna a forma di cattedrale sotterranea piena d'acqua. In seguito ad una disastrosa caduta nell'abisso di quella galleria Philippe Malouf rimase paralizzato riuscendo, grazie a numerose operazioni chirurgiche, a recuperare il solo uso delle braccia e delle mani. Inizialmente incapace di accettare ciò che aveva umanamente perduto, era riuscito, grazie alla visita in ospedale di una giovane paralitica israeliana che lo aveva invitato a brindare alla nuova vita, ad accettare la sua disgrazia e a realizzarsi per altre vie. Venuto a conoscenza dell'Associazione dei malati e dei sofferenti affiliata alle Missionarie della Carità, aveva deciso di offrire le sue sofferenze attraverso la preghiera alle suore che si prodigavano nei tuguri, nei lebbrosari, nei dispensari, negli orfanotrofi e nei lazzaretti creati da Madre Teresa in tutto il mondo. Gli era stato così affidato il sostegno spirituale di suor Ananda, una delle ultime religiose entrate nella congregazione.

### Josef Stein
Giovane archeologo omosessuale, scopre di essere malato di AIDS che gli si era manifestata attraverso il sarcoma di Kaposi, malattia molto rara che colpisce individui affetti da gravi alterazioni del sistema immunitario. Inizialmente ricoverato in un ospedale del Bronx, nel quale per terrore della malattia fu lasciato praticamente senza cure né cibo per due giorni, fu successivamente trasferito dall'amico Sam Blum all'ospedale Saint-Clare, dove un numero assai ridotto di medici e infermiere volontari erano allora i soli ad alleviare il dolore delle vittime della malattia che molti continuavano a chiamare “la collera di Dio”. Paziente aperto, intelligente, ricco di senso dell'umorismo e di fantasia, diventò presto un sostegno per medici ed infermiere che potevano finalmente ridere e parlare di qualcosa che non fosse quella malattia che spesso colpiva persone della loro stessa età, portandole inesorabilmente alla morte fra atroci sofferenze. Josef Stein fu, inoltre, il primo paziente della casa del Dono d'Amore fondata, da Madre Teresa di Calcutta, al posto dell'ex presbiterio al numero 657 di Washington Street a New York. Josef ricevette così le cure di suor Ananda, la giovane religiosa in sari bianco sorella spirituale dell'amico monaco libanese Philippe Malouf. Il racconto di Dominique Lapierre si conclude con le ultime parole di Josef Stein, che riesce a sussurrare a fatica a chi l'aveva amato e curato “siete tutti anche più grandi dell'amore” frase che darà anche il titolo al libro.

## Edizioni
- Più grandi dell'amore, collana Oscar Bestseller, Milano, Arnoldo Mondadori Editore, 1995, ISBN 9788804390176, OCLC 800927612.